# 大阪大学レーザー科学研究所
大阪大学レーザー科学研究所（おおさかだいがくレーザーかがくけんきゅうじょ、英: Institute of Laser Engineering, The University of Osaka, 略称：レーザー研かILE）は、大阪大学の附置研究所で、レーザー技術を発展させ、イノベーションの創生となる学術や技術の探究・研究を目的とする研究所である。共同利用・共同研究拠点に指定されている。
2017年5月に大阪大学レーザーエネルギー学研究センター（おおさかだいがくレーザーエネルギーがくけんきゅうセンター）から改称した。
レーザー核融合研究のために作られた、「激光XII号」を保有している。

## 概要
レーザーが1960年に発明されたのちの1972年（昭和47年）、大阪大学工学部附属レーザー工学研究施設として発足。レーザー核融合技術などの研究の他、レーザー宇宙物理学やプラズマフォトニクスといった日本オリジナルの分野融合の新学問領域を開拓するなど、レーザー科学に関して世界を先導している。また、大型パワーレーザーを自主開発し、GEKKO-XIIをはじめ、その性能・保有数は世界で有数である。
2006年より全国共同利用施設化、2010年より共同利用・共同研究拠点に指定されている。

## 組織

### 研究部門
- 光量子ビーム科学研究部門
  - レーザー材料工学 (LMO)
  - テラヘルツフォトニクス (THP)
  - 超広帯域フォトニクス (UP)
  - 半導体レーザーシステム工学 (SLS)
  - パワーフォトニクス (PLP)
  - パワーレーザーシステム工学 (PLS)
  - ニュークリアフォトニクス (NP)
  - プラズマフォトニクス (PPD)
- 高エネルギー密度科学研究部門
  - レーザー核科学 (NS)
  - 超高強度場科学 (LF)
  - レーザー宇宙物理学 (LAE)
  - 超高圧科学 (HPS)
- レーザー核融合科学研究部門
  - 核融合プラズマ科学 (FPS)
  - レーザー核融合システム (LFS)
  - 極限材料科学 (LAM)
- 理論・計算科学研究部門
  - プラズマ・流体物理学 (TLP)
  - 非平衡輻射プラズマ理論 (THR)
  - 物理インフォマティクス (PIF)

### 技術部
- 大型装置運転室 (GOD)
- 計算機室 (CMP)

## 沿革
- 1972年（昭和47年）：大阪大学工学部附属レーザー工学研究施設が発足し、「レーザー材料部門」を設置。
- 1973年（昭和48年）：「レーザー動特性部門」を設置。
- 1976年（昭和51年）：大阪大学レーザー核融合研究センターに改組し、「レーザーシミュレーション工学部門」を設置。
- 1977年（昭和52年）：「レーザーエネルギー学部門」を設置。
- 1979年（昭和54年）：10年時限で「レーザーペレット工学部門」を設置。
- 1980年（昭和55年）：10年時限で「レーザー診断学部門」を設置。
- 1981年（昭和56年）：10年時限で「レーザー爆縮工学部門」を設置。
- 1982年（昭和57年）：10年時限で「エネルギー伝達工学部門」を設置。
- 1989年（平成元年）：時限到来の「レーザーペレット工学部門」を転換し、「核融合ターゲット工学部門」を設置。
- 1990年（平成2年）：時限到来の「レーザー診断学部門」と時限前到の「レーザー爆縮工学部門」を廃止転換し、「核融合超高密度プラズマ・計測（大）部門」を設置。
- 1992年（平成4年）：時限が到来した「エネルギー伝達工学部門」を転換し、「核融合ドライバー制御工学部門」を設置。「外国人客員部門」を設置。
- 1999年（平成11年）：「高出力レーザー工学部門」、「爆縮核融合部門」、「レーザープラズマ理工学部門」、「超高強度光学部門」の4大時限部門に改組。
- 2004年（平成16年）：4月に大阪大学レーザーエネルギー学研究センターに改組し、7月に「超伝導フォトニクス研究センター」と統合。
- 2006年（平成18年）：全国共同利用施設となる。
- 2010年（平成22年）：共同利用・共同研究拠点となる。
- 2017年（平成29年）5月1日：「大阪大学レーザー科学研究所」に改称[1]。

## プロジェクト
FIREXプロジェクト
高速点火レーザー核融合による核融合点火実証プロジェクト。
ペタワットレーザーによる高エネルギー密度プラズマの研究（文部科学省科学研究費学術創成研究）
超高出力レーザによる、高エネルギー密度プラズマの研究を行ったプロジェクト。
EUVプロジェクト
レーザー生成プラズマを用いた高効率・高品質の極端紫外線 (EUV) 光源開発研究を行ったプロジェクト。
単色量子ビームプロジェクト（連携融合研究）
日本原子力研究開発機構関西光科学研究所と連携して行われた、量子ビームを高輝度単色化させるための研究を行ったプロジェクト。
先端研究施設共用促進事業
光科学を基盤としたイノベーション創出を目指し、先端研究施設を産業界と共用することを促進する事業。

## 主な研究設備

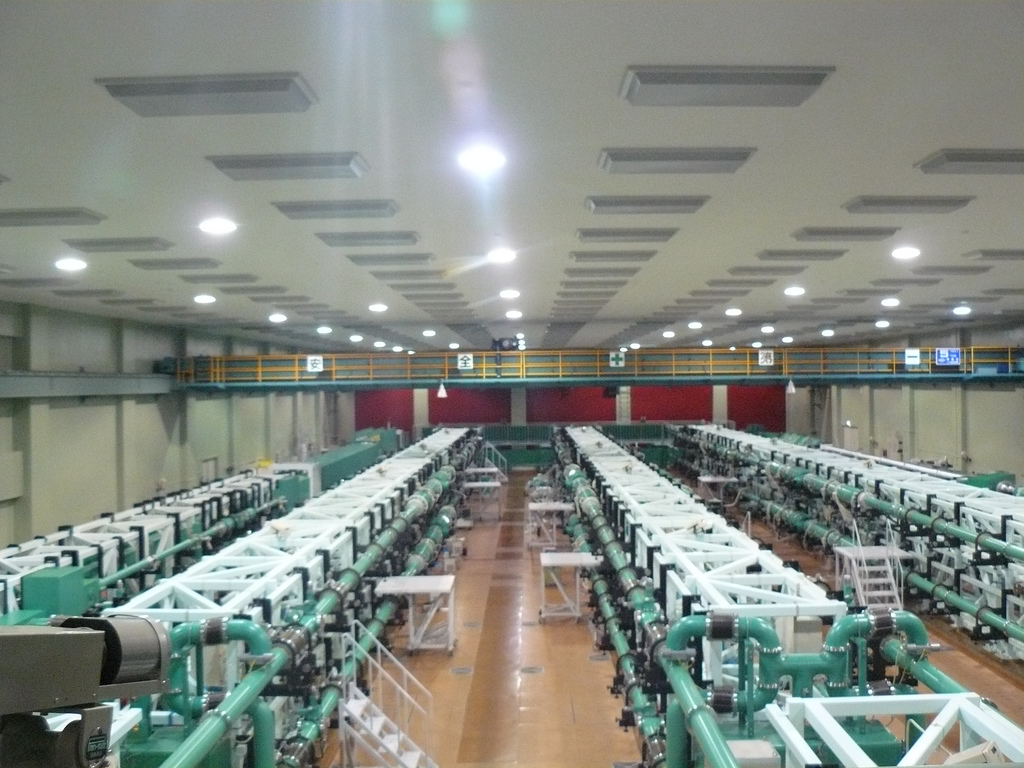
大型レーザー実験装置激光XII号

激光XII号
レーザー核融合・プラズマ実験用の大型ガラスレーザーシステム。2つの真空チャンバーを有し、12本のレーザービームを1日あたり3 - 4ショット、ターゲットに照射することができる。XII号は12代目ではなく、12本のレーザーを使用することを意味し、激光というネーミングは初代所長の山中千代衛によって決定された。1億度を超える高温プラズマの生成、固体密度の600倍を超える高密度圧縮の達成などの成果を上げた。
EUV Database レーザー装置
極端紫外線 (EUV) を発生させる装置。レーザーによるEUV光発生に関し、その理論・シミュレーションデータベースを得るために作られた。レーザー光を発振し増幅する「レーザー部」（EUVデータベース用レーザー装置）、レーザー光を伝送する「伝送部」、レーザーを真空チャンバー内に設置した物質に照射しEUV光に変換する「チャンバー部」で構成される。
LFEXペタワットレーザー装置
チャープパルス増幅・圧縮の原理を用いた高速点火用ペタワットガラスレーザーシステム。大学の施設としては世界的に類を見ない装置である。
スーパーコンピュータ
NEC製SXシリーズ。研究所の基幹コンピュータシステム。

## その他
- 2013年から3年間にわたり、アメリカ軍から研究資金として計27万ドル（約3000万円）を提供されたことが判明した[7]。大阪大学は「奨学寄付金として受け入れた。学内規定に基づき必要な手続きを経た」と回答した[7]。

## 立地等
所在地
- 大阪府吹田市山田丘2-6

大阪大学吹田キャンパス内
アクセス
- バス
  - 「阪大本部前」停留所（阪急バス・近鉄バス）
- 鉄道
  - 「北千里駅」（阪急千里線）
  - 「阪大病院前駅」（大阪モノレール彩都線）